# Brestnitsa
Brestnitsa (bulgariska: Брестница) är ett distrikt i Bulgarien.   Det ligger i kommunen Obsjtina Jablanitsa och regionen Lovetj, i den centrala delen av landet, 80 km nordost om huvudstaden Sofia.
Omgivningarna runt Brestnitsa är en mosaik av jordbruksmark och naturlig växtlighet. Runt Brestnitsa är det ganska glesbefolkat, med 38 invånare per kvadratkilometer.